# نیمه‌ابری
نیمه‌ابری (به انگلیسی: Partly Cloudy) یک فیلم کوتاه سی‌جی‌آی از استودیوی پیکسار به کارگردانی پیتر سون و تهیه‌کنندگی کوین ریهر است. این فیلم قبل از فیلم بالا در سال ۲۰۰۹ در جشنوارهٔ نمایش انیمیشن نمایش ها پخش شد.
در مقاله‌ای، سون می‌گوید که ایده‌ٔ این انیمیشن را در بچگی از فیلم دامبو الهام گرفت. در فیلم، یک لک‌لک دامبو را تحویل می‌دهد و سون رادر بچگی  به این فکر می‌اندازد که پرندگان بچه‌های خود را از کجا آورده‌اند. نتیجه گیری او این بود که نوزادان از ابرها به وجود آمده‌اند؛ بنابراین، حیوانات پرنده برای تحویل آنها نیاز است.